# Joël Daydé
Joël Daydé (* 15. März 1947 in Paris) ist ein französischer Blues- und Soul-Sänger.

## Leben und Wirken
Nach einigen kurzlebigen Mitgliedschaften in verschiedenen Gruppen während der 1960er Jahre veröffentlichte Daydé sein erstes Solo-Album J’aime im Jahr 1970. Im folgenden Jahr hatte er seinen größten kommerziellen Erfolg, als seine Version des Titels Mamy Blue im Oktober 1971 den ersten Platz in den französischen Single-Charts erreichte. Sein zweites Album White Soul wurde 1972 in den Londoner Lansdowne Studios mit britischen Musikern produziert, zu denen unter anderem Rick Wakeman und Michael Giles gehörten. Nach einigen weiteren Singles nahm Daydé erst 1976 sein nächstes Album Ballades auf, das anders als die vorherigen französisch gesungene Titel enthielt. 1977 folgte die LP HLM Blues und 1978 mit Tout Craque seine letzte in den Charts notierte Single. Für die Zeit danach gibt es nur noch wenige Studioproduktionen des weiterhin live auftretenden Musikers. Seine erste CD Spleen Blues (1995) fand keine Verbreitung.
Daydé, dessen Stimme bisweilen mit der von Joe Cocker oder Roger Chapman verglichen wird, begleitet sich häufig selbst auf der Gitarre. Etwa die Hälfte der von ihm eingespielten Stücke hat er allein oder als Co-Autor auch geschrieben.

## Diskografie

### Alben
- 1970: J’aime / Daydé
- 1972: White Soul
- 1976: Ballades
- 1977: HLM Blues
- 1995: Spleen Blues